# Albany (Georgia)
Albany – miasto w Stanach Zjednoczonych, w południowo-zachodniej części stanu Georgia, nad rzeką Flint. Ośrodek handlu orzeszkami ziemnymi. W tym mieście 23 września 1930 r. urodził się słynny wokalista jazzowy Ray Charles.
W mieście rozwinął się przemysł spożywczy, włókienniczy, farmaceutyczny oraz lotniczy

## Demografia
Według spisu w 2020 roku liczy 69,6 tys. mieszkańców. 74,9% populacji stanowią Afroamerykanie lub czarnoskórzy Amerykanie, 20,1% białe społeczności nielatynoskie, 2,5% to Latynosi, 2,1% było rasy mieszanej, 0,9% deklarowało pochodzenie azjatyckie i 0,2% to rdzenna ludność Ameryki.

## Kościoły i związki wyznaniowe
Według danych z 2010 roku do największych grup religijnych obszaru metropolitalnego Albany należały:
- Południowa Konwencja Baptystów – 31.918 członków w 70 zborach,
- lokalne bezdenominacyjne zbory ewangelikalne – 15.256 członków w 49 zborach,
- Zjednoczony Kościół Metodystyczny – 9998 członków w 28 kościołach,
- Narodowa Konwencja Baptystyczna USA – 4226 członków w 13 zborach,
- Kościół katolicki – 3963 członków w 1 kościele,
- Kościoły zielonoświątkowe – ponad 3,5 tys. członków w 22 zborach.